# Gonzalo Rodríguez (futebolista)
Gonzalo Javier Rodríguez (Buenos Aires, 10 de abril de 1984) é um ex-futebolista argentino que atuava como zagueiro.  